# بلندییا
بلندییا (به صربی: Blendija) یک منطقهٔ مسکونی در صربستان است که در سوکوبانگا واقع شده‌است. بلندییا ۳۵۲ نفر جمعیت دارد.